# Claude Haldi

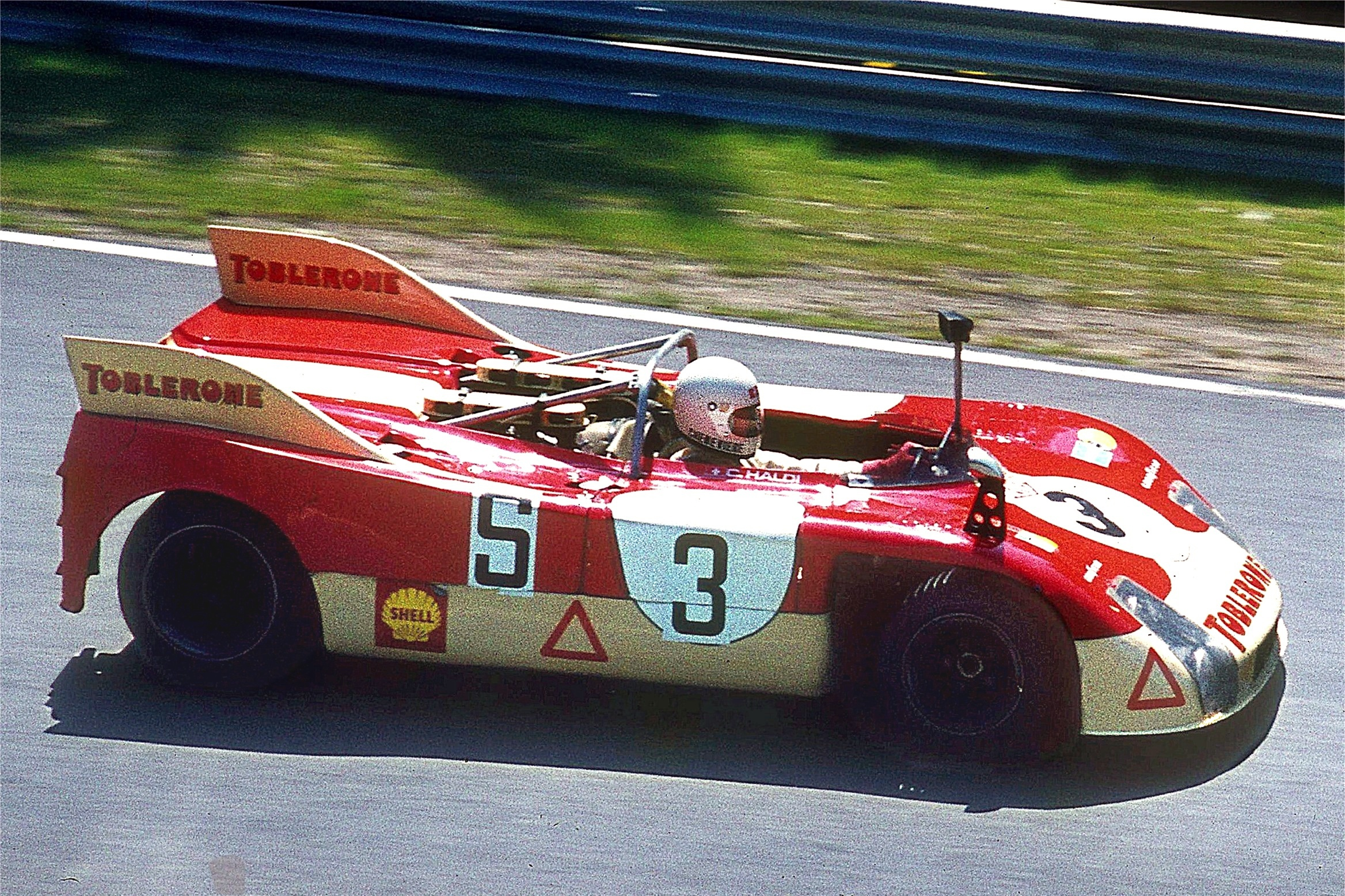
1000-km-Rennen auf dem Nürburgring 1973; Der Porsche 908/03 von Claude Haldi und Bernard Chenevière, der am Steuer sitzt. Die beiden Schweizer beendeten das Rennen als Vierte

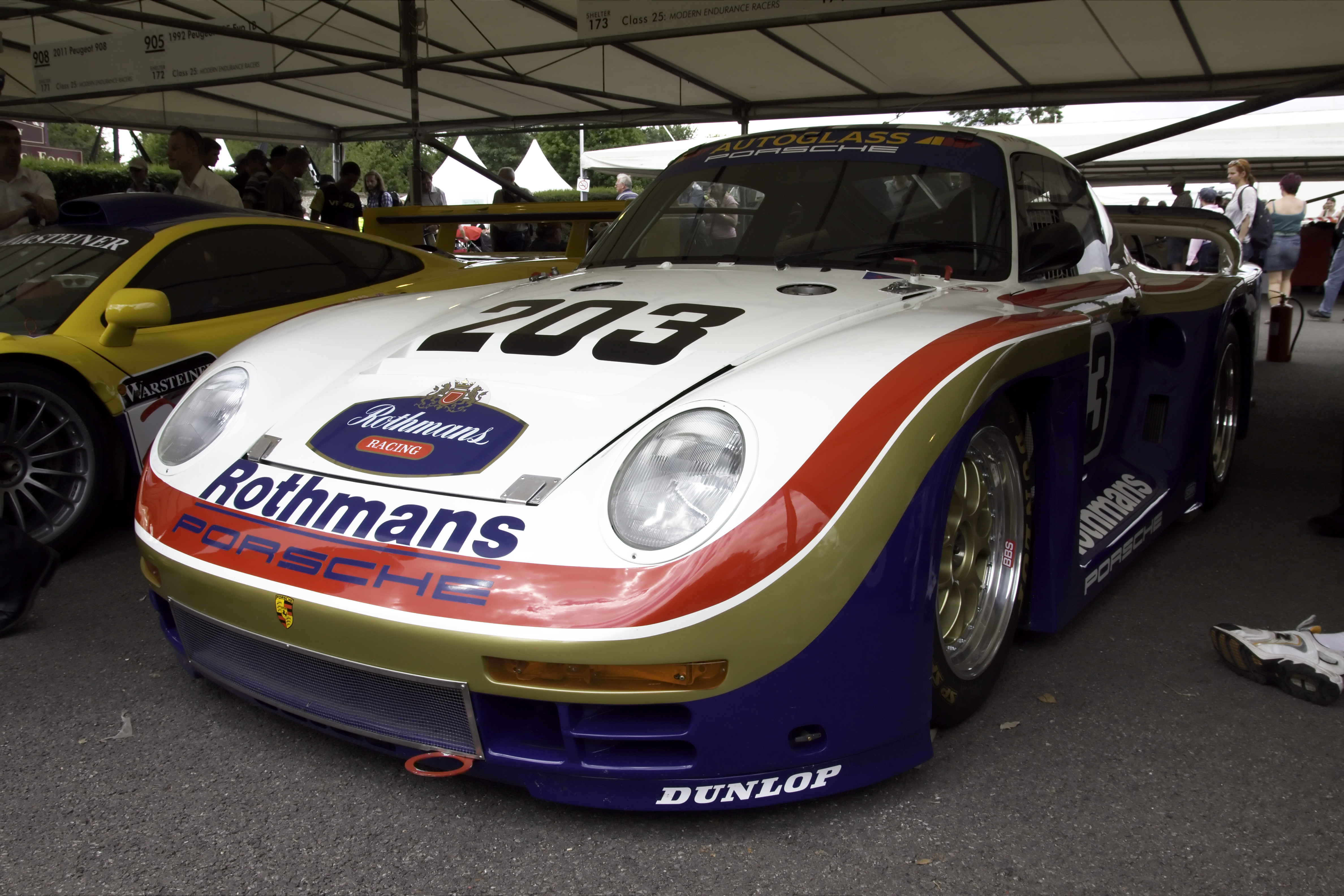
Der Porsche 961, mit dem Claudi Haldi beim 24-Stunden-Rennen von Le Mans 1987 am Start war

Claude Haldi (* 28. November 1942 in Lausanne; † 25. Dezember 2017 in Corbeyrier) war ein Schweizer Automobilrennfahrer.

## Karriere
Die Karriere von Claude Haldi – die bei einem Bergrennen 1965 begann – dauerte mehr als zwei Jahrzehnte. Haldi, der ausschließlich Touren- und Sportwagenrennen bestritt, ist mit 22 Le-Mans-Starts der Schweizer mit den meisten Teilnahmen bei dem bekannten Langstreckenrennen an der Sarthe.
Der vermögende Haldi war bei allen großen Sportwagenrennen Europas am Start. Er fuhr beim 1000-km-Rennen von Paris, das 1000-km-Rennen von Monza, das 1000-km-Rennen auf dem Nürburgring, das 24 Stunden von Spa und bei allen anderen großen Sportwagenklassikern. 1969 wurde er beim 24-Stunden-Rennen von Spa Zweiter in der Gesamtwertung und 1973 beendete er mit Partner Leo Kinnunen die Targa Florio als Gesamtdritter.
In den 1970er-Jahren gehörte er zu den besten Fahrern der GT-Klasse und ging auch in der Deutschen Rennsport-Meisterschaft regelmäßig an den Start. Er feierte dabei Rennsiege in Dijon und Hockenheim. 1970 sicherte er sich die Gesamtwertung der GT-Klasse der Europa-Bergmeisterschaft. 1977 erzielte er seinen einzigen Sieg in der Sportwagen-Weltmeisterschaft, als er mit Bob Wollek und John Fitzpatrick das 6-Stunden-Rennen von Hockenheim gewann.
In Le Mans blieben ihm trotz 22 Teilnahmen gute Ergebnisse versagt. Seine beste Platzierung erreichte er 1979 mit dem 11. Platz in der Gesamtwertung auf einem Porsche 935. Seine guten Kontakte zu Porsche – Haldi finanzierte viele seiner Rennen aus eigenen Mitteln und griff dabei fast immer auf Fahrzeuge des deutschen Sportwagenbauers zurück – eröffneten ihm jedoch auch zwei Werksengagements als Fahrer in Le Mans.
Seit dem Ende seiner Rennkarriere 1993 arbeitete er am Ausbau seiner wirtschaftlichen Unternehmungen. Haldi war Besitzer mehrerer Industriebetriebe und Vizepräsident des Schweizer Automobilclubs und starb im Dezember 2017 nach langer Alzheimer-Krankheit.

## Statistik

### Le-Mans-Ergebnisse
| Jahr | Team                         | Fahrzeug                | Teamkollege          | Teamkollege          | Platzierung             | Ausfallgrund         |
| ---- | ---------------------------- | ----------------------- | -------------------- | -------------------- | ----------------------- | -------------------- |
| 1968 | Scuderia Filipinetti         | Ferrari 275 GTB/4       | Jacques Rey          |                      | Ausfall                 | Unfall               |
| 1969 | Scuderia Filipinetti         | Ferrari 275 GTB/4       | Jacques Rey          |                      | Ausfall                 | Disqualifiziert      |
| 1970 | Claude Haldi Hart Ski Racing | Porsche 911S            | Arthur Blank         |                      | Ausfall                 | Getriebeschaden      |
| 1971 | Claude Haldi                 | Porsche 908/02          | Hans-Dieter Weigel   |                      | Ausfall                 | Getriebeschaden      |
| 1972 | Claude Haldi                 | Porsche 911S            | Paul Keller          | Gérard Dantan-Merlin | Ausfall                 | überhitzter Zylinder |
| 1973 | Martini Racing Team          | Porsche 911 Carrera RSR | Reinhold Joest       |                      | Ausfall                 | Benzinsystem         |
| 1974 | Escuderia Montjuich          | Porsche 911 Carrera RSR | José-Maria Fernández | Jean-Marc Seguin     | Ausfall                 | Ventilschaden        |
| 1975 | Porsche Club Romand          | Porsche 911 Carrera     | Bernard Béguin       | Peter Zbinden        | Rang 15 und Klassensieg |                      |
| 1976 | Schiller Racing Team         | Porsche 934             | Florian Vetsch       |                      | Ausfall                 | Ventilschaden        |
| 1977 | Schiller Racing Team         | Porsche 934             | Florian Vetsch       | Angelo Pallavicini   | Ausfall                 | Motorschaden         |
| 1978 | Haberthur Meccarillos Racing | Porsche 935/76          | Herbert Müller       | Nick McGranger       | Ausfall                 | Getriebeschaden      |
| 1979 | Claude Haldi                 | Porsche 935             | Rodrigo Terran       | Herbert Loewe        | Rang 11                 |                      |
| 1980 | Meccarillos Racing           | Porsche 935             | Bernard Béguin       | Volkert Merl         | Ausfall                 | Motorschaden         |
| 1981 | Claude Haldi                 | Porsche 935             | Mark Thatcher        | Hervé Poulain        | Ausfall                 | Unfall               |
| 1982 | Claude Haldi                 | Porsche 935K3           | Rodrigo Terran       | François Hesnault    | Ausfall                 | Differential         |
| 1983 | Claude Haldi                 | Porsche 930             | Günter Steckkönig    | Bernd Schiller       | Ausfall                 | Motorschaden         |
| 1984 | Claude Haldi                 | Porsche 930             | Altfrid Heger        | Jean Krucker         | Rang 16                 |                      |
| 1985 | WM Peugeot                   | WM P83B                 | Jean-Claude Andruet  | Roger Dorchy         | Ausfall                 | Unfall               |
| 1986 | WM Secateva                  | WM P83B                 | Pascal Pessiot       | Roger Dorchy         | Rang 12                 |                      |
| 1987 | Rothmans Porsche AG          | Porsche 961             | René Metge           | Kees Nierop          | Ausfall                 | Unfall               |
| 1988 | WM Secateva                  | WM P88                  | Jean-Daniel Raulet   | Roger Dorchy         | Ausfall                 | Zylinder überhitzt   |
| 1993 | Scuderia Chicco d’Oro        | Porsche 911 Carrera RSR | Olivier Haberthur    | Charles Margueron    | Rang 18                 |                      |

### Einzelergebnisse in der Sportwagen-Weltmeisterschaft
| Saison | Team                                                   | Rennwagen                           | 1   | 2   | 3   | 4   | 5   | 6   | 7   | 8   | 9   | 10  | 11  | 12  | 13  | 14  | 15  | 16  | 17  |
| ------ | ------------------------------------------------------ | ----------------------------------- | --- | --- | --- | --- | --- | --- | --- | --- | --- | --- | --- | --- | --- | --- | --- | --- | --- |
| 1968   | Wicky Racing Ecurie Les Corsaires Scuderia Filipinetti | Porsche 911 Ferrari 275 GTB         | DAY | SEB | BRH | MON | TAR | NÜR | SPA | WAT | ZEL | LEM |     |     |     |     |     |     |     |
| 1968   | Wicky Racing Ecurie Les Corsaires Scuderia Filipinetti | Porsche 911 Ferrari 275 GTB         |     |     |     | 13  | 8   |     |     |     |     | DNF |     |     |     |     |     |     |     |
| 1969   | Claude Haldi Scuderia Filipinetti                      | Porsche 911 Ferrari 275 GTB         | DAY | SEB | BRH | MON | TAR | SPA | NÜR | LEM | WAT | ZEL |     |     |     |     |     |     |     |
| 1969   | Claude Haldi Scuderia Filipinetti                      | Porsche 911 Ferrari 275 GTB         |     |     |     |     | DNF |     |     | DNF |     |     |     |     |     |     |     |     |     |
| 1970   | Porsche Club Romand Bernard Chenevière Claude Haldi    | Porsche 911                         | DAY | SEB | BRH | MON | TAR | SPA | NÜR | LEM | WAT | ZEL |     |     |     |     |     |     |     |
| 1970   | Porsche Club Romand Bernard Chenevière Claude Haldi    | Porsche 911                         |     |     |     |     | 44  | 16  | 25  | DNF |     | DNF |     |     |     |     |     |     |     |
| 1971   | Porsche Club Romand Claude Haldi                       | Porsche 911 Porsche 908             | BUA | DAY | SEB | BRH | MON | SPA | TAR | NÜR | LEM | ZEL | WAT |     |     |     |     |     |     |
| 1971   | Porsche Club Romand Claude Haldi                       | Porsche 911 Porsche 908             |     |     |     |     |     |     |     | 13  | DNF | 7   |     |     |     |     |     |     |     |
| 1972   | Porsche Club Romand                                    | Porsche 911                         | BUA | DAY | SEB | BRH | MON | SPA | TAR | NÜR | LEM | ZEL | WAT |     |     |     |     |     |     |
| 1972   | Porsche Club Romand                                    | Porsche 911                         |     |     |     |     |     | DNF | DNF | 21  | DNF |     |     |     |     |     |     |     |     |
| 1973   | Porsche Club Romand Porsche                            | Porsche 908 Porsche Carrera RSR     | DAY | VAL | DIJ | MON | SPA | TAR | NÜR | LEM | ZEL | WAT |     |     |     |     |     |     |     |
| 1973   | Porsche Club Romand Porsche                            | Porsche 908 Porsche Carrera RSR     |     | 9   | 8   | DNF | 11  | 3   | 4   | DNF |     |     |     |     |     |     |     |     |     |
| 1974   | Porsche Club Romand Escuderia Montjuich Joest Racing   | Porsche Carrera RSR Porsche 908     | MON | SPA | NÜR | IMO | LEM | ZEL | WAT | LEC | BRH | KYA |     |     |     |     |     |     |     |
| 1974   | Porsche Club Romand Escuderia Montjuich Joest Racing   | Porsche Carrera RSR Porsche 908     |     | 7   | 14  | DNF | DNF | 16  |     | DNF | 6   |     |     |     |     |     |     |     |     |
| 1975   | Porsche Club Romand                                    | Porsche Carrera RSR                 | DAY | MUG | DIJ | MON | SPA | PER | NÜR | ZEL | WAT |     |     |     |     |     |     |     |     |
| 1975   | Porsche Club Romand                                    | Porsche Carrera RSR                 |     | DNF | DNF | DNF | 4   |     | 20  |     |     |     |     |     |     |     |     |     |     |
| 1976   | GVEA Rister S.A                                        | Porsche 934                         | MUG | VAL | NÜR | MON | SIL | IMO | NÜR | ZEL | PER | WAT | MOS | DIJ | DIJ | SAL |     |     |     |
| 1976   | GVEA Rister S.A                                        | Porsche 934                         |     |     |     |     |     |     | 4   | 3   |     |     |     | 5   |     |     |     |     |     |
| 1977   | Schiller Racing Joest Racing GVEA Kremer Racing        | Porsche 934 Porsche 908 Porsche 935 | DAY | MUG | DIJ | MON | SIL | NÜR | VAL | PER | WAT | EST | LEC | MOS | IMO | SAL | BRH | HOK | VAL |
| 1977   | Schiller Racing Joest Racing GVEA Kremer Racing        | Porsche 934 Porsche 908 Porsche 935 |     | 7   | 8   |     | 8   | 7   |     |     |     |     | 10  |     |     |     | 6   | 4   | DNF |
| 1978   | Meccarillos Racing                                     | Porsche 935                         | DAY | SEB | MUG | TAL | DIJ | SIL | NÜR | LEM | MIS | DAY | WAT | VAL | ROD |     |     |     |     |
| 1978   | Meccarillos Racing                                     | Porsche 935                         |     |     | 4   |     | DNF | DNF | 36  | DNF |     |     |     | DNF |     |     |     |     |     |
| 1979   | Claude Haldi                                           | Porsche 935                         | DAY | SEB | MUG | TAL | DIJ | RIV | SIL | NÜR | LEM | PER | DAY | WAT | SPA | BRH | ROA | VAL | ELS |
| 1979   | Claude Haldi                                           | Porsche 935                         |     |     |     |     | 4   |     |     |     | 11  |     |     |     |     |     |     |     |     |
| 1980   | Claude Haldi Meccarillos Racing                        | Porsche 935                         | DAY | BRH | SEB | MUG | MON | RIV | SIL | NÜR | LEM | DAY | WAT | SPA | MOS | ROA | VAL | DIJ |     |
| 1980   | Claude Haldi Meccarillos Racing                        | Porsche 935                         |     |     |     |     |     |     |     | DNF | DNF |     |     |     |     |     |     | 2   |     |
| 1981   | Claude Haldi                                           | Porsche 935                         | DAY | SEB | MUG | MON | RIV | SIL | NÜR | LEM | PER | DAY | WAT | SPA | MOS | ROA | BRH |     |     |
| 1981   | Claude Haldi                                           | Porsche 935                         |     |     |     |     |     |     | 12  | DNF |     |     |     |     |     |     | DNF |     |     |
| 1982   | Claude Haldi                                           | Porsche 935                         | MON | SIL | NÜR | LEM | SPA | MUG | FUJ | BRH |     |     |     |     |     |     |     |     |     |
| 1982   | Claude Haldi                                           | Porsche 935                         |     |     | DNF | DNF |     |     |     |     |     |     |     |     |     |     |     |     |     |
| 1983   | Autax Motor                                            | Porsche 924 Porsche 930             | MON | SIL | NÜR | LEM | SPA | FUJ | KYA |     |     |     |     |     |     |     |     |     |     |
| 1983   | Autax Motor                                            | Porsche 924 Porsche 930             |     |     | 8   | DNF |     |     |     |     |     |     |     |     |     |     |     |     |     |
| 1984   | Claude Haldi Bernd Schiller Rolf Göring                | Porsche 930 BMW M1                  | MON | SIL | LEM | NÜR | BRH | MOS | SPA | IMO | FUJ | KYA | SAN |     |     |     |     |     |     |
| 1984   | Claude Haldi Bernd Schiller Rolf Göring                | Porsche 930 BMW M1                  |     |     | 16  | 25  |     |     |     | 11  |     |     |     |     |     |     |     |     |     |
| 1985   | Welter Racing Bäuerle Team                             | WM P83 BMW M1                       | MUG | MON | SIL | LEM | HOK | MOS | SPA | BRH | FUJ | SEL |     |     |     |     |     |     |     |
| 1985   | Welter Racing Bäuerle Team                             | WM P83 BMW M1                       |     |     |     | DNF | 12  |     |     |     |     |     |     |     |     |     |     |     |     |
| 1986   | Welter Racing                                          | WM P83                              | MON | SIL | LEM | NÜN | BRH | JER | NÜR | SPA | FUJ |     |     |     |     |     |     |     |     |
| 1986   | Welter Racing                                          | WM P83                              | 12  |     |     |     |     |     |     |     |     |     |     |     |     |     |     |     |     |
| 1987   | Porsche                                                | Porsche 961                         | JAR | JER | MON | SIL | LEM | NÜN | BRH | NÜR | SPA | FUJ |     |     |     |     |     |     |     |
| 1987   | Porsche                                                | Porsche 961                         |     | DNF |     |     |     |     |     |     |     |     |     |     |     |     |     |     |     |
| 1988   | Welter Racing                                          | WM P88                              | JER | JAR | MON | SIL | LEM | BRÜ | BRH | NÜR | SPA | FUJ | SAN |     |     |     |     |     |     |
| 1988   | Welter Racing                                          | WM P88                              |     | DNF |     |     |     |     |     |     |     |     |     |     |     |     |     |     |     |